# Quezaltepeque
Quezaltepeque és un municipi del departament de La Libertad, El Salvador. Tenia una població estimada de 56 181 habitants l'any 2013. El municipi té una àrea de 125,38 km², i una altitud de 415 msnm. El topònim nahuat Quezaltepeque significa: Turó del quetzal.